# История «Новой хронологии» (Фоменко)
«Но́вая хроноло́гия» (сокращённо НХ) — псевдонаучная теория, утверждающая, что существующая хронология исторических событий в целом неверна, и предлагающая свой вариант хронологии и вообще истории человечества. Отвергается научным сообществом — историками, археологами, лингвистами, математиками, физиками, астрономами и представителями других наук.

## История термина «Новая хронология»
Первым термин «новая хронология» употребил Николай Морозов в 1-м томе своего сочинения «Христос» (1924). В критических публикациях этот термин впервые появился в 1925 году в рецензии историка Н. М. Никольского на 1-й том морозовского «Христа».
А. Т. Фоменко и Г. В. Носовский впервые использовали термин в 1995 году в названии своей книги «Новая хронология и концепция древней истории Руси, Англии и Рима» для обозначения изменённой версии всемирной хронологии, построенной на основе широкого применения якобы современных естественнонаучных методов. Позднее его стали употреблять и по отношению к работам более ранних авторов, которых Фоменко и Носовский относят к своим предшественникам: Ньютона, Морозова и других.
В англоязычной литературе термин «Новая хронология» (англ. «New Chronology») чаще применяется к работам британского египтолога Дэвида Рола (англ. David M. Rohl), который в своей ставшей известной книге «Проверка времени» (англ. «A Test of Time»), опубликованной в 1995 году, употребил его по отношению к предложенным им изменениям в хронологии Древнего Египта. В своих статьях он использовал это название с 1990 года.
Сами авторы считают попытку применения термина по отношению к концепциям других авторов одним из методов борьбы с «Новой хронологией» и предлагают называть свою теорию «Новой Хронологией Фоменко–Носовского».

## Ранние попытки ревизии хронологии, на которые ссылаются авторы «НХ»

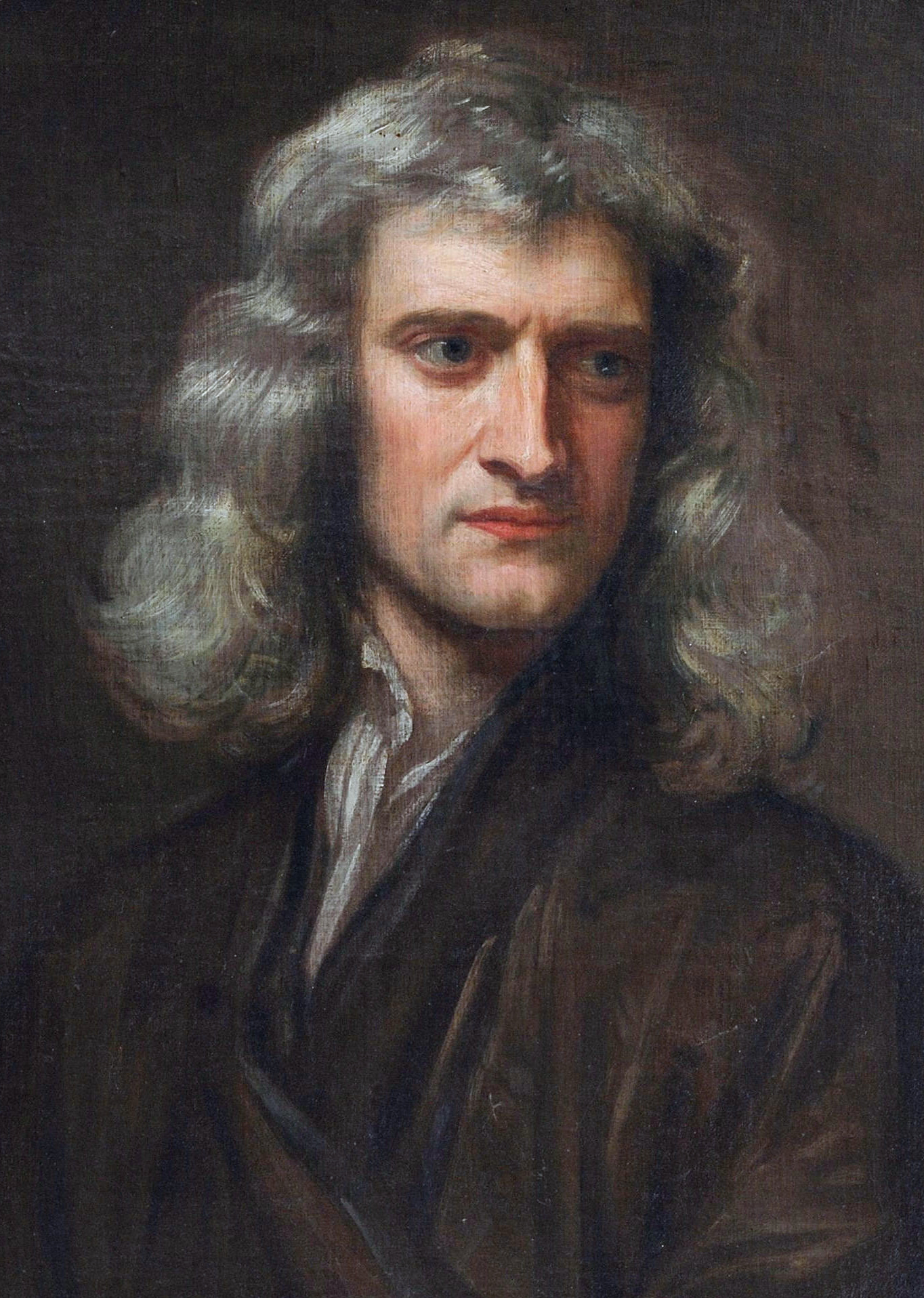
Исаак Ньютон

Основные сведения о ранних попытках ревизии хронологии НХ заимствует из сочинений Н. А. Морозова, который, в свою очередь, почерпнул многое из газетной немецкой статьи. При этом многие сообщаемые в этой статье факты, например, о саламанкском профессоре де Арсилла и о пизанском враче Грагани, не находят подтверждения.
Учёный-иезуит Жан Гардуэн (1646—1729), крупный филолог своего времени, долго и с успехом занимавшийся филологической критикой текстов, в 1690 году пришёл к выводу, что ряд позднеантичных произведений на самом деле написан в Средние века. Затем он заявил, что вообще почти вся античная литература сочинена средневековыми монахами, в том числе и греческий перевод Нового Завета, тогда как последний был написан на латыни — по его мнению, родном языке Христа и апостолов. Подделкой он считал и всю патристическую традицию, и все документы соборов, а равно все античные монеты. После смерти в его записях нашли утверждение, что вся церковная история является «плодом тайного заговора против истинной веры». По мнению современного французского историка Анри-Иренея Марро, эти идеи Гардуэна возникли в борьбе с янсенистами, которые опирались на сочинения блаженного Августина, что заставило Гардуэна подвергнуть ревизии все наследие Отцов Церкви.

Посмертное издание 1728 года

Попытку ревизии хронологии предпринял Исаак Ньютон, который потратил несколько десятков лет на математический анализ древней истории. В кратком виде его идеи были изложены в книге «The Chronology of Ancient Kingdoms Amended» («Исправленная хронология древних царств»), которая появилась на свет в 1725 году на французском, и в 1728 году, уже после его смерти, на английском языке.
Физик, под конец жизни посвятивший себя главным образом богословию, озаботился расхождением между «священной» и «светской» хронологией: дата, к которой сложившаяся на тот период традиция вслед за Манефоном относила воцарение первого египетского фараона Менеса (4242 до н. э.), не только древнее даты потопа по библейским данным (2348 до н. э. по Ашшеру), но и самого сотворения мира (4004 до н. э. по Ашшеру). Чтобы разрешить это противоречие, Ньютон, не сомневавшийся в абсолютной достоверности библейских данных, заявил, что история всех народов сознательно удревнена ими. Отчасти скептицизм Ньютона нашёл подтверждение у современной науки, которая считает манефоновскую хронологию растянутой минимум на 1000 лишних лет (см. хронология). С помощью разного рода комбинаций Ньютон сильно сократил список царствований, объявив годом воцарения Менеса 904 год до н. э.; а так как это, в свою очередь, противоречило хронологии греческой истории, то Ньютон ревизовал и последнюю — в её ранней, мифической и полумифической части: так, поход аргонавтов он с помощью астрономических комбинаций датировал 936 годом до н. э.. Одной из кардинальных, хотя и обусловленных состоянием знаний той эпохи, ошибок Ньютона явилось то, что он взял за основу список египетских царствований, приведённый самым ранним греческим автором — Геродотом (как выяснилось впоследствии, по очень приблизительному изложению его египетских собеседников), и отбросил сведения более поздних авторов, которые тем не менее базировались на записях египетских жрецов (через Манефона). При этом его ревизия касается в основном ранней истории, которая в то время была лишена достоверных источников, и поэтому всё равно не совпадает с данными современной науки; но еврейская хронология со времён создания Израильского царства и греческая от первой Олимпиады у Ньютона в целом не противоречит как науке XVIII века, так и нынешней. Поэтому попытки «новых хронологов» изобразить его своим непосредственным предшественником являются явной натяжкой. Свою версию хронологии Ньютон привёл в работах «Краткая хроника исторических событий, начиная с первых в Европе до покорения Персии Александром Македонским», и «Исправленная хронология древних царств». Отклики современников были отрицательными — его построения были объявлены «заблуждениями почётного дилетанта». Впоследствии Чезаре Ломброзо назвал эти работы результатами «предсмертного помешательства гения». Тем не менее, в наше время существуют и другие оценки: известный специалист по античной истории С. Я. Лурье считал, что Ньютон был безупречен в методологическом отношении и правее своих оппонентов; беда его в том, что он исходил из ложных посылок и начальных данных, впрочем, объективно обусловленных состоянием знаний в его эпоху.
В XIX веке историк Эдвин Джонсон оспаривал существовавшую хронологию, утверждая, в частности, что Библия написана в начале XVI века; приват-доцент Базельского университета Роберт Балдауф находил, что памятники античной литературы (включая «Записки» Цезаря) содержат немецкую рифмовку и потому были сочинены средневековыми немецкими монахами.

## Идеи Н. А. Морозова

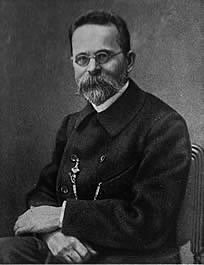
Николай Морозов

Предшественником современных разработчиков «Новой хронологии» был русский революционер, почётный член Академии наук СССР Николай Александрович Морозов. Оказавшись в Петропавловской крепости за террористическую деятельность и не имея другой литературы, кроме Библии, Морозов начал читать «Апокалипсис» и, по собственному признанию:

… я с первой же главы вдруг начал узнавать в апокалипсических зверях наполовину аллегорическое, а наполовину буквально точное и притом чрезвычайно художественное изображение давно известных мне грозовых картин, а кроме них ещё замечательное описание созвездий древнего неба и планет в этих созвездиях. Через несколько страниц для меня уже не оставалось никакого сомнения, что истинным источником этого древнего пророчества было одно из тех землетрясений, которые нередки и теперь в Греческом Архипелаге, и сопровождавшие его гроза и зловещее астрологическое расположение планет по созвездиям, эти старинные знаки божьего гнева, принятые автором, под влиянием религиозного энтузиазма, за знамение, специально посланное богом в ответ на его горячие мольбы о том, чтобы указать ему хоть каким-нибудь намёком, когда же, наконец, Иисус придёт на землю.
Исходя из этой идеи как из очевидного и не нуждающегося в доказательствах факта, Морозов попытался рассчитать по предполагаемым астрономическим указаниям в тексте дату события и пришёл к выводу, что текст написан в 395 году нашей эры, то есть на 300 лет позже его исторической датировки. Для Морозова, однако, это послужило признаком ошибочности не его гипотезы, но существующей хронологии исторических событий. Свои выводы Морозов, по выходе из заключения, изложил в книге «Откровение в грозе и буре» (1907). Критики указывали, что такая датировка противоречит несомненным цитатам и упоминаниям «Апокалипсиса» в более ранних христианских текстах. На это Морозов возражал, что, коль скоро датировка «Апокалипсиса» доказана астрономически, то в данном случае мы имеем дело либо с подлогами, либо неверной датировкой противоречащих текстов, которые не могли быть написаны ранее V века. При этом он твёрдо полагал, что его датировка основана на точных астрономических данных; указания критиков, что эти «астрономические данные» представляют собой произвольное толкование метафорического текста, им игнорировались.
В дальнейших сочинениях Морозов провёл ревизию датировок древних астрономических событий (главным образом, солнечных и лунных затмений), описанных в летописях, а также нескольких гороскопов, изображения которых были обнаружены в археологических памятниках. Он пришёл к выводу, что значительная часть датировок просто необоснованна, поскольку базируется на крайне скупых описаниях затмений (без указания даты, времени, точного места, даже без уточнения типа затмения). Другие древние астрономические события Морозов передатировал, получив в результате значительно более поздние даты. Анализируя историю астрономии Китая, Морозов заключил, что древнекитайские астрономические записи недостоверны — списки появления комет имеют явные признаки переписывания друг из друга и из европейских источников, перечни затмений нереальны (записей о затмениях больше, чем их в принципе могло наблюдаться).
В конечном итоге Морозов предложил следующую концепцию истории: история начиналась с I века н. э. (каменный век), II век был эпохой бронзы, III век — эпохой железа; затем наступает эпоха единой «латино-эллинско-сирийско-египетской империи», властители которой (начиная с Аврелиана) «короновались четырьмя коронами в четырёх странах» и «при каждом короновании получали особое официальное прозвище на языке этой страны», а в наших разноязычных источниках мы, по Морозову, имеем четыре истории той же самой империи, где одни и те же цари выступают под разными именами. Возникшая в результате путаница и дала нам то, что считается историей древнего мира. Вообще же вся письменная история укладывается в 1700 лет, те события, которые мы считаем разновременными, происходили параллельно, а древние литературы созданы в Эпоху Возрождения, которая на деле была «эпохой фантазёрства и апокрифирования». К 368 году Морозов относит распятие («столбование») Христа, которого отождествляет с одним из отцов церкви Василием Великим. Что же до культур, расположенных вне Средиземноморья, по Морозову их история гораздо короче, чем принято считать, например, Индия «не имеет в действительности никакой своей хронологии ранее XVI в. н. э.»
Сочинения Морозова не были восприняты всерьёз и получили резко отрицательные отзывы. В критических публикациях сам термин «Новая хронология» впервые появился в 1925 году в рецензии историка Н. М. Никольского на книгу Морозова. 
Заслуги Морозова в области естественных наук, наряду с его революционным прошлым, привели к его избранию в 1932 году почётным академиком СССР как «выдающегося химика, астронома, историка культуры, писателя и деятеля русского революционного движения».
Интерес к публикациям Морозова быстро угас, хотя на Западе психоаналитик Иммануил Великовский использовал идеи Морозова для построения собственного варианта «новой хронологии», в основу которого была положена теория «катастрофизма».

## Формирование «Новой Хронологии» А. Т. Фоменко

### М. М. Постников и возрождение морозовских идей
В середине 1960-х годов математик, профессор МГУ Михаил Михайлович Постников попытался возродить и развить морозовские идеи после того, как профессор МВТУ и сотрудник ВЦ АН СССР (впоследствии — академик) Никита Николаевич Моисеев указал ему на многотомного морозовского «Христа». Постников попробовал организовать совместное обсуждение хронологических проблем с математиками и профессиональными историками, но успеха в этом предприятии не достиг. Историки-нонконформисты, к которым обращался М. М. Постников, не восприняли математические методы как средство, которое могло бы принести пользу исторической науке. Например, Лев Гумилёв заявил М. М. Постникову после его лекции: «Мы, историки, не лезем в математику и просим вас, математиков, не лезть в историю!». Последнее отнюдь не означает отрицания историками математических методов (они чрезвычайно широко применяются в истории, см. клиометрия). Однако историки считают, что математика по своей природе способна исследовать не явления, но только модели явлений, причём успех исследования зависит от того, насколько корректно составлена модель (следовательно — от доматематической обработки материала). Поэтому, полагают они, научно-значимый результат в области истории может быть получен только в случае, если доматематический (качественный) анализ материала и постановку задачи произведёт специалист-историк, исходя из методики собственной науки. В противном случае со стороны математика неизбежен произвол в формализации материала и постановке задачи, и его дальнейшие расчёты, даже безупречные, не имеют научного значения.

### Работа группы Фоменко

Предполагаемое несоответствие между датировкой затмений античных времён и астрономическими моделями послужило основанием для гипотез Фоменко

В 1974 году Постников прочитал на мехмате МГУ 50-часовой курс по теории Морозова. Курс был прочитан по инициативе математика-тополога Анатолия Тимофеевича Фоменко, который за семь лет до того уже слышал лекцию Постникова о теории Морозова и «настойчиво стремился узнать подробности».
В результате вокруг Постникова образовался «морозовский» семинар — кружок в основном из молодёжи с мехмата МГУ, наиболее активными членами которого были А. С. Мищенко и Фоменко. Согласно версии самого Фоменко, в 1973 году в связи с профессиональными интересами его внимание привлекла статья американского физика Роберта Ньютона, в которой говорилось о вычислении ускорения видимого движения Луны, т. н. параметра D". На основании анализа указаний античных и средневековых источников о солнечных и лунных затмениях Р. Ньютон обнаружил скачок этого параметра около X века н. э.; в качестве причины скачка он предположил негравитационные силы в системе Земля — Луна, главной из которых является приливное трение (однако вывод Ньютона о «скачке» не только не был подтверждён другими учёными, но вскоре отброшен и самим Ньютоном). Как впоследствии выяснилось, флуктуации ускорений в системе Земля — Луна действительно существуют, но они обусловлены не Луной, а неоднородностью вращения самой Земли, связанной с геофизическими процессами. Фоменко, по его словам, сопоставил ранние работы Роберта Ньютона с известными ему понаслышке идеями Морозова и выдвинул гипотезу, что причиной непонятных результатов является ошибочная датировка древних затмений, а все противоречия исчезают, если предположить, что описанные у античных авторов затмения случились значительно позже, чем принято считать. После чего он и начал настойчиво приглашать Постникова прочитать курс лекций на мехмате. При этом Фоменко утверждал, что полученный результат был неожиданным для него самого, так как ранее он относился к работам Морозова скептически. Ни в одной работе Фоменко не приводятся примеры заявляемых расчётов, а на основании разбираемых примеров возможных передатировок древних затмений (Фукидид, Ливий) такие расчёты сделаны быть не могут. Главное «новшество» Фоменко по сравнению с Р. Ньютоном состоит в том, что, взяв построенный Ньютоном график, он убрал из него все данные до 500 г. н. э., а данные в интервале 500—1000 гг. объявил недостоверными. То есть результат «расчётов» был заранее «подогнан» под морозовскую теорию. Комментарии А. Т. Фоменко к работам Р. Р. Ньютона свидетельствуют о непонимании автором «Новой хронологии» методов и результатов американского физика. Кроме того, все астрономические расчёты, сделанные Фоменко при рассмотрении других вопросов, по мнению специалистов, «содержат громадные ошибки», а в некоторых случаях за собственные вычисления выдаются данные, заимствованные из таблиц в книгах Морозова. Кроме того, вопреки утверждениям Фоменко ни в 1973 году, ни позже он вопросами небесной механики профессионально не занимался, и научных работ на эту тему у него нет.
Фоменко активно подключился к работам сформировавшейся вокруг Постникова группы, долженствующим подтвердить морозовскую теорию, и вскоре возглавил эту группу.
К неудовольствию Постникова, Фоменко и Мищенко подвергли серьёзному пересмотру идеи Морозова. Фоменко согласился с Морозовым в том, что существующая хронология неверна, но разошёлся с ним в оценке того, какая хронология правильна. Постников же, в свою очередь, считал невозможным реконструкцию истории без помощи профессиональных историков.
К началу 1980-х около А. Т. Фоменко уже образовался «новохронологический кружок», куда вошли В. В. Калашников, Г. В. Носовский и некоторые другие математики, историки, физики, которым идеи Постникова—Фоменко показались интересными, хотя они и не во всём с ними соглашались. Первоначально речь шла о новых методах датирования исторических событий и усовершенствовании методов Морозова, а не о «новой революционной исторической теории». Был разработан ряд статистических методов, позволявших, по мнению группы Фоменко, восстановить правильную хронологию на основе формального анализа письменных источников. За 1980-е годы Фоменко с коллегами опубликовали около двадцати статей в научных академических журналах, в том числе и исторических. Фоменко выступал на конференциях и семинарах. Таким образом, результаты Фоменко и его соавторов стали достаточно известны среди специалистов.

### Взаимоотношения с научным сообществом
Профессиональные историки отнеслись к «новой хронологии» либо как к курьёзу, либо резко негативно, причислив её к жанру фолк-хистори. Сам А. Т. Фоменко считает первым отрицательным отзывом статью специалиста по истории Франции А. З. Манфреда, опубликованную в 1977 году в журнале «Коммунист», хотя в ней под неназванными молодыми учёными скорее всего подразумеваются представители школы И. Д. Ковальченко — основателя советской клиометрии. В 1982 году по решению Президиума АН СССР было проведено специальное заседание Отделения истории АН, на котором обсуждалась «новая хронология». Профессиональные историки опровергли и осмеяли псевдонаучную теорию, построенную на основе фальсификаций и элементарного невежества, показав её полную несостоятельность. К этой позиции присоединились также многие математики и астрономы. Отражением дискуссии стали статьи, появившиеся в научной прессе.
Разгромная рецензия последовала со стороны известного антиковеда Е. С. Голубцовой — в № 1 «Вестника древней истории» за 1982 год Голубцова и В. М. Смирин опубликовали статью «К попытке применения „новых методов статистического анализа“ к материалу древней истории», где на примере книги Фоменко предостерегали историков от некритического увлечения математическими методами, указывая на абсурдные выводы, которые получаются при отсутствии корректной доматематической обработки материала. В этой статье Голубцова «поймала Фоменко на прямых передержках» (по выражению Ю. М. Лотмана). Впоследствии Голубцова с разными соавторами опубликовала ещё ряд статей на ту же тему, а Фоменко неоднократно критиковал её исследования в своих книгах.
Профессиональные астрономы, в лице, например, Ю. Н. Ефремова, также не приняли гипотез Фоменко; без упоминания имени Фоменко критика высказывалась в то время и в научно-популярной периодике. Против первых публикаций А. Т. Фоменко неоднократно высказались сотрудники Астрономического института им. Штернберга. Критика со стороны астрономов продолжалась и позже. Так, в 1987 году Ю. Н. Ефремов и Е. Д. Павловская опубликовали в «Докладах АН СССР» статью, опровергающую выводы Фоменко по датировке «Альмагеста». В ответ Калашников, Носовский и Фоменко опубликовали в 1989 году в этом же журнале работу, в которой утверждали, что методика Ефремова и Павловской нуждалась в исправлении, а после исправления результаты якобы свидетельствовали уже против существующей датировки «Альмагеста». Ю. Н. Ефремов (впоследствии член бюро Научного совета РАН по астрономии) и далее продолжал активно полемизировать с теорией Фоменко. В 2001 году вышел сборник статей разных авторов «Астрономия против „новой хронологии“».

### Отношения с партийным руководством
Летом 1982 года в журнале «Техника и наука» (№ 7) появилась статья Постникова «Величайшая мистификация в истории?», в которой он довольно откровенно изложил выводы исследований группы. Тотчас последовала негативная реакция в Отделении истории АН СССР, и особенно в Отделе науки ЦК КПСС. Академики-историки с большим партийно-идеологическим весом в ЦК, среди которых Борис Рыбаков и Юлиан Бромлей, написали резкое письмо в ЦК, призывая закрыть морозовщину коммунистическими методами, а Фоменко и Постникову запретить преподавание. По свидетельству академика С. П. Новикова, Фоменко ходил объясняться в ЦК. Известно, что Фоменко опубликовал в том же журнале (№ 11) статью «К вопросу о фальсификациях», в которой заявил о несогласии с Постниковым:

М. М. Постников полностью игнорировал научные факты, установленные в этих публикациях, и приписал мне «заслугу» окончательного доказательства абсурдного тезиса об абсолютной фальсифицированности всей древней истории вплоть до IV в. н. э., выполненного, якобы по его, М. М. Постникова, инициативе. <…> Вникать во все эти «тонкости» М. М. Постников, по-видимому, считает излишним, поскольку главное для него — тут же сформулировать сенсационное «следствие»: история Римской империи II подложна. При этом он почему-то умалчивает о том, что автор настоящей работы не только не делает такого вывода, но специально подчёркивает, что он категорически не согласен с предположением Н. А. Морозова, согласно которому большинство произведений античности являются подлогами или апокрифами эпохи Возрождения. Другими словами, это предположение означало бы, что известная нам сегодня древняя история является результатом намеренной фальсификации. Этот тезис <…> вызвал справедливую критику оппонентов. Позиция автора настоящей работы иная.
По свидетельству Ю. М. Лотмана, Фоменко прислал ему «истерическое» письмо, где просил, в связи с недовольством ЦК, немедленно снять его и Постникова статью в готовившемся сборнике (сам Лотман охарактеризовал эту статью так: «Бред. Но печатать будем»). Фоменко уверял, что «полностью пересмотрел свои взгляды на исторический процесс». Эти события, а также осуждение «Новой хронологии» на пленуме ЦК в октябре 1983 года, по утверждению историка С. О. Шмидта, заставили Фоменко на некоторое время отойти от историко-хронологических исследований.
Однако вскоре Фоменко и его группа возобновили публикацию статей, посвящённых своим теориям. После появления в «Вопросах истории» (№ 12, 1983) новой разгромной статьи, написанной Голубцовой в соавторстве с физиком Ю. А. Завенягиным, Фоменко, в свою очередь, жалуется в ЦК, приложив статью с опровержением астрономических выводов авторов. Результатом была дискуссия с Завенягиным в одном из кабинетов ЦК, где Фоменко в качестве последнего аргумента выдвинул свои патриотические намерения: «Я советский, я русский! Я хочу, чтобы история моей страны была такой же древней, как Древнего Рима!».
В начале 90-х годов Фоменко со своими идеями окончательно восстал из пепла. В то время он с телеэкрана жаловался на деятелей из КПСС, которые душили прогрессивные направления в науке, самым прогрессивным из которых, естественно, была «новая хронология».

## «Новая хронология» в эпоху перестройки
Перестройка освободила сторонников «Новой хронологии» от проблем цензуры. Но тема древней истории в ту эпоху была неактуальна среди широких масс, и Фоменко продолжал малотиражные публикации. Позже, в 1990 и 1993 годах за счет средств автора в издательстве МГУ вышли его первые монографии по «Новой хронологии»: «Методы статистического анализа нарративных текстов и приложения к хронологии (распознавание и датировка зависимых текстов, статистическая древняя хронология, статистика древних астрономических наблюдений)» и «Глобальная хронология. Исследование по истории древнего мира и средних веков». В приложении ко второй Носовским приведена новая датировка православной пасхалии и Никейского собора. В 1993-94 годах в издательствах США и Голландии выпущены три книги с изложением теории Фоменко, общим объёмом около 1000 страниц.

## Превращение «Новой хронологии» в явление массовой культуры и борьба с ней научного сообщества
1995 год был поворотным пунктом в истории развития «Новой хронологии». В этом году выходит первая книга, написанная А. Т. Фоменко в соавторстве с Г. В. Носовским, она же — первая книга, посвящённая не малоинтересным широкому читателю вопросам датировки «Альмагеста» и римских династий, но полному пересмотру русской истории: [lib.ru/win/FOMENKOAT/rus_ar.txt «Новая хронология Руси, Англии и Рима»]. В 1996 году последовала новая книга соавторов, уже представляющая развёрнутую версию русской истории: «Империя. Русь, Турция, Китай, Европа, Египет. Новая математическая хронология древности». С этого момента ежегодно выходят по несколько книг по «Новой хронологии» коммерческими тиражами и получают широкую рекламу. Именно во второй половине 90-х годов «Новая хронология» становится в ряд с такими феноменами массовой культуры как астрология, увлечение магией и эзотерикой, так что к концу десятилетия академическая среда, ранее с неприязнью игнорировавшая НХ, оказывается вынужденной включиться в борьбу с ней.
22 апреля 1998 года ситуация, сложившаяся вокруг теории Фоменко, обсуждалась на расширенном заседании бюро Отделения истории РАН. «Новая хронология» была охарактеризована как лженаука, как «сознательная грандиозная историческая фальсификация в форме исторического сочинения», её массированная пропаганда — как «деструкция общественного сознания»; тем не менее, было принято решение не привлекать к ней лишнего внимания публичной дискуссией, а вместо этого лучше пропагандировать историческое знание. Однако дискуссия быстро разгорелась, и начали выходить особые «антифоменковские» сборники. Первый из них вышел уже в том же 1998 году — Д. Володихин и др. «История России в мелкий горошек», — там Фоменко комментировался в ряду с Э. Радзинским и М. Аджи. 21 декабря 1999 года в МГУ состоялась конференция «Мифы новой хронологии». В конференции, на которой работы Фоменко были квалифицированы как часть явления фолк-хистори, приняло участие большое число специалистов: историков, археологов, филологов, математиков, физиков, астрономов. Фоменко был приглашён на эту конференцию (что вначале отрицал), но не явился. Ряд материалов конференции в дальнейшем неоднократно публиковался в периодике (в том числе в «Вестнике РАН») и различных сборниках, а также вышли отдельным изданием.
В обсуждениях, шедших в печати и в Интернете, сторонники и противники «Новой хронологии» многократно обвиняли друг друга в подлоге, натяжках, передёргивании фактов, личной мести и политических мотивах; кроме того, профессионалы обвиняли Фоменко и Носовского в дилетантизме и некомпетентности. Позднее накал дискуссий снизился, поскольку от прямых дискуссий в научной печати авторы «Новой хронологии» самоустранились, обратившись в коммерческих изданиях к широкой публике. На 2020 год общее число книг А. Т. Фоменко и его группы составляет более 150. Доклады и отдельные статьи критиков «Новой хронологии» собраны в 7 томах серии «Антифоменко» издательства Русская панорама и других сборниках.
В 2004 году Анатолию Фоменко в соавторстве с Глебом Носовским за книги из серии «Новая хронология» была присуждена Антипремия «Абзац» в номинации «Почётная безграмота» — за «особо циничные преступления против российской словесности».